# Томи Дорси
Томи Дорси (Tommy Dorsey) е американски джазов музикант, тромбонист, тромпетист и бендлидер от епохата на биг бендовете.
Притежава много точен и мелодичен стил на свирене на тромбона. Томи Дорси участва в няколко филма през 40-те години и 50-те години, повечето от които са мюзикъли.
Брат е на саксофониста Джими Дорси, който също е бендлидер. С него основават „Дорсис Новълти Сикс“ през 20-те години и по-късно „Дорси Брадърс Оркистра“. През 1935 г. Томи се разделя с Джими и сформира свой собствен биг бенд. През есента на 1935 г. е записан може би най-големият хит на Томи Дорси – I'm Getting Sentimental Over You („Ай Ем Гетин Сентиментъл Оувър Ю“). През 1953 г. братята отново се събират и свирят в един биг бенд.
На 26 ноември 1956 г. Томи Дорси умира на 51 години в дома си в Грийнуич. След като преяжда на вечеря, той взима приспивателни и се задушава в съня си. Джими Дорси води бенда на брат си, докато и той не умира от белодробен рак през юли 1957 г.